# Neuville-près-Sées
Neuville-près-Sées – miejscowość i dawna gmina we Francji, w regionie Normandia, w departamencie Orne. W 2013 roku jej populacja wynosiła 148 mieszkańców. 
1 stycznia 2016 roku połączono dwie wcześniejsze gminy: Chailloué, Marmouillé oraz Neuville-près-Sées. Siedzibą gminy została miejscowość Chailloué, a nowa gmina przyjęła jej nazwę.